# Oxyelophila callista
Oxyelophila callista är en fjärilsart som beskrevs av Forbes 1922. Oxyelophila callista ingår i släktet Oxyelophila och familjen Crambidae. Inga underarter finns listade i Catalogue of Life.